# هدرواری (دهانه)
هدرواری یک دهانه برخوردی در ماه‌ است.